# کونیگسوارتا
کونیگسوارتا (به آلمانی: Königswartha) یک شهر در آلمان است که در باوتسن واقع شده‌است. کونیگسوارتا ۴٬۰۱۰ نفر جمعیت دارد.